# Dmitrij Jur'evič Trubeckoj
Principe Dmitrij Jur'evič Trubeckoj, in russo Дмитрий Юрьевич Трубецкой? (1724 – 20 dicembre 1792), è stato un ufficiale russo.

## Biografia
Era il figlio di Jurij Jur'evič Trubeckoj, e della sua seconda moglie, Ol'ga Ivanovna Golovina, figlia dell'ammiraglio Ivan Michailovič Golovin. Sua madre era la cugina di Lev Aleksandrovič Puškin, nonno del poeta Aleksandr Sergeevič Puškin.
Il 23 giugno 1787 partecipò al viaggio in Crimea di Caterina II con i suoi nipoti.
Ereditò dei possedimenti nel Cremlino, che vennero utilizzati per la costruzione del palazzo del Senato. Morì il 20 dicembre 1792.

## Matrimonio

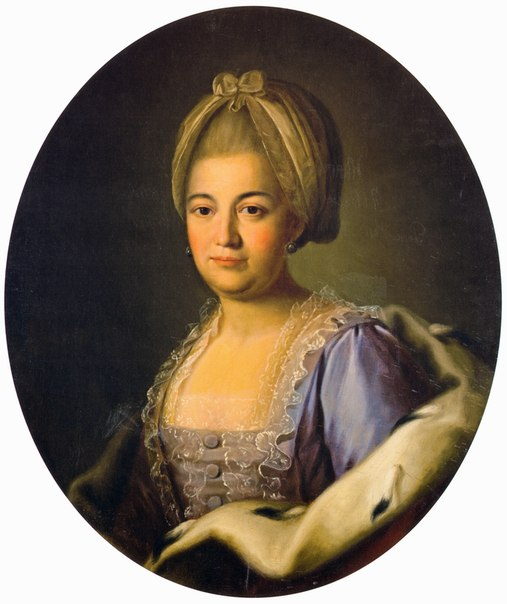
Ritratto di Varvara Ivanovna Odoevskaja, di Fëdor Stepanovič Rokotov, Museo di Stato Russo di San Pietroburgo.

Sposò Varvara Ivanovna Odoevskaja (?-1788), figlia del principe Ivan Vasil'evič Odoevskij. Ebbero quattro figli:
- Praskov'ja Dmitrievna (?-1801), sposò Vasilij Sergeevič Gagarin;
- Anastasija Dmitrievna;
- Ekaterina Dmitrievna (1749-1799), sposò Nikolaj Sergeevič Volkonskij, ebbero una figlia;
- Ivan Dmitrievič (?-1827).